# خاصية ماركوف

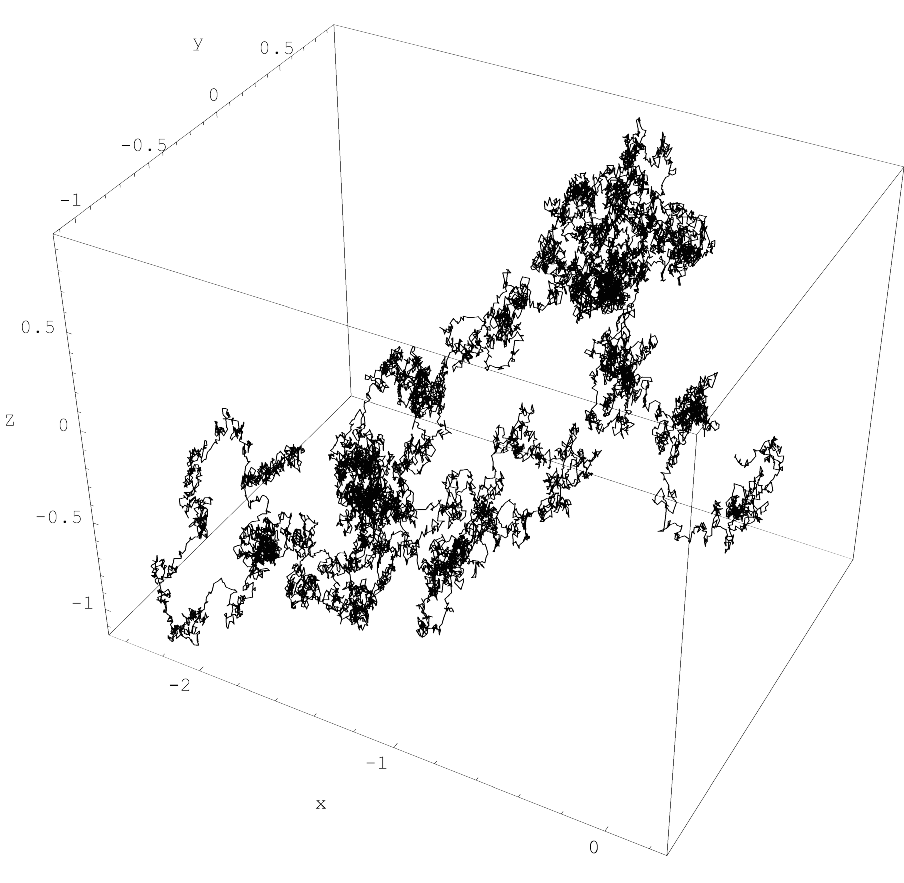

خاصية ماركوف هي خاصية لعملية تصادفية ليس لها ذاكرة. سميت هذه الخاصية على اسم الرياضياتي الروسي آندريه ماركوف.
يقال عن عملية تصادفية ما بأن لها خاصية ماركوف إن كان التوزع الاحتمالي المشروط للحالات المستقبلية للعملية يعتمد فقط على حالتها الحالية، وليس على سلسلة الأحداث التي سبقت ذلك. يطلق اسم عملية ماركوف عن العملية التي لها خاصية ماركوف.
يوسع مفهوم حقل ماركوف العشوائي هذه الخاصية إلى بعدين أو أكثر أو إلى أكثر من متغير معرفة على شبكة مترابطة من العناصر.